# Aeroppia adjacens
Aeroppia adjacens är en kvalsterart som beskrevs av Sandór Mahunka 1985. Aeroppia adjacens ingår i släktet Aeroppia och familjen Oppiidae. Inga underarter finns listade i Catalogue of Life.